# Bosc-le-Hard
Bosc-le-Hard is een gemeente in het Franse departement Seine-Maritime (regio Normandië) en telt 1463 inwoners (2005). De plaats maakt deel uit van het arrondissement Dieppe.

## Geografie
De oppervlakte van Bosc-le-Hard bedraagt 10,3 km², de bevolkingsdichtheid is 142,0 inwoners per km².
De onderstaande kaart toont de ligging van Bosc-le-Hard met de belangrijkste infrastructuur en aangrenzende gemeenten.

## Demografie
Onderstaande figuur toont het verloop van het inwonertal (bron: INSEE-tellingen).